# 가시줄상어과
가시줄상어과(Etmopteridae)는 돔발상어목에 속하는 상어과의 하나이다. 몸에서 빛을 내는 발광포가 있기 때문에 랜턴상어로도 불린다. 5속 52종으로 이루어져 있으며, 전체 종의 약 3/4이 가시줄상어속(Etmopterus)에 포함된다. 몸길이가 90cm 이하의 작은 상어로 전세계의 심해에서 발견된다.

## 하위 속
- Aculeola - 유일종 A. nigra
- 켄트로스킬리움속 (Centroscyllium)
- 가시줄상어속 (Etmopterus) - 가시줄상어, 벨벳벨리랜턴상어 포함
- Miroscyllium - 유일종 M. sheikoi
- Trigonognathus